# Distretto di Nagpur
Il distretto di Nagpur è un distretto del Maharashtra, in India, di 4 051 444 abitanti. È situato nella divisione di Nagpur e il suo capoluogo è Nagpur.